# 비산출량
비산출량(specific yield)는 수문학에서 포화된 비피압대수층 토양의 단위 체적 당 뽑아낸 물의 체적이다. 백분율로 표시된다. 비산출량을 소수로 나타낸 것이 저류상수(storage coefficient)이다. 예를 들어 비피압대수층 10000m2 면적에 대해 관정(우물의 일종)으로 3500m3의 물을 양수했을 때 지하수위가 2m 하강했다고 하면, 저류상수는 {\displaystyle {\frac {3500}{2\times 10000}}=0.175}이며, 이것을 백분율로 나타내면 17.5%가 되고 이 백분율이 비산출량이다.

## 참고 문헌
- 이재수 (2018). 《수문학》 2판. 구미서관. ISBN 9788982252914.